# Circunferencia de Apolonio

Figura 1: definición de una circunferencia según las condiciones de Apolonio

Figura 2: un conjunto de circunferencias de Apolonio. Cada circunferencia de color azul se interseca con cada circunferencia roja en un ángulo recto, y viceversa. Cada circunferencia roja pasa a través de dos focos, que se corresponden con los puntos A y B de la Figura 1

La circunferencia de Apolonio es un famoso problema acerca de lugares geométricos: dados dos puntos A y B, se trata de determinar el lugar geométrico de los puntos del plano P que cumplen: PA/PB = r, siendo r una constante.
En el caso r = 1 es fácil comprobar que el lugar geométrico descrito por el punto P es la recta mediatriz del segmento determinado por A y B.
En el caso general (r distinto de 1) el lugar geométrico es una circunferencia de radio "k", cuyo centro está sobre el segmento AB. Esta circunferencia se conoce con el nombre de circunferencia de Apolonio de los puntos A y B para la razón r. 
Además, se cumple que {\displaystyle r^{2}=OA\cdot OB}, siendo r el radio de la circunferencia de Apolonio de centro O; lo que significa que los puntos A y B son inversos respecto de la circunferencia de Apolonio. Por ello los puntos A, B y los dos puntos M y N que se obtienen como intersección de la circunferencia de Apolonio con la recta determinada por A y B constituyen una cuaterna armónica.

## Demostración 1
a) Considérese un punto P, no alineado con A y B, que cumpla la propiedad. Si se considera el triángulo APB, se sabe por el teorema de las bisectrices que si M y N son los puntos en los que las bisectrices, interna y externa, del ángulo P cortan a la recta AB, se cumple que r = AP/PB = AM/MB = AN/BN. Resulta así que para cualquier punto P los puntos M y N son fijos y, además, por ser MP y PN bisectrices, el ángulo <MPN es recto. Por ello P está sobre la circunferencia de diámetro MN.
b) Se observa que todo punto P perteneciente a la circunferencia de diámetro MN, donde AM/MB = AN/BN = r, cumple que: AP/PB = r. La recta simétrica de PA respecto a PM corta a la recta AB en B', siendo PM y PN las bisectrices de <APB' (PM por la construcción realizada, y PN por ser perpendicular a PM). Por el teorema de la bisectriz se sabe que AP/PB' = AM/MB' = AN/B'N. De la última igualdad, teniendo en cuenta que AM/MB = AN/BN = r, se deduce que B' = B. De aquí resulta que AP/PB = r

## Demostración 2

El problema de Apolonio puede tener hasta ocho soluciones. Los tres círculos se muestran en negro, y la solución en colores

La demostración consta de dos partes: a) si P cumple la propiedad está sobre la circunferencia mencionada, b) si P es un punto de dicha circunferencia cumple la propiedad PA/PB = r.
a) Considérese un punto P que cumpla la propiedad del lugar geométrico y que no esté alineado con A y B (PA/PB = r). Se dibuja la circunferencia que contiene a A, B y P. Por P se traza la recta tangente a dicha circunferencia obteniendo el punto O como intersección de la tangente con la recta determinada por A y B. Se puede observar que el ángulo <PAB, inscrito en la circunferencia, y el ángulo semiinscrito <BPO son iguales (abarcan el mismo arco de circunferencia). De aquí se deduce que los triángulos APO y BPO son semejantes, ya que tienen un ángulo común (<O), los ángulos <PAB y <BPO coinciden y tienen un lado común: PO. Por ello :
OA/OP = OP/OB = AP/PB = r. Multiplicando los dos primeros miembros de las igualdades anteriores se obtiene que: (OA/OP)(OP/OB) = r2, es decir: OA/OB = r2. Como O es exterior al segmento AB resulta que O es un punto fijo de la recta AB, independiente de P. También se tiene que OA · OB es constante. Si se denomina OA · OB por k2 (OA · OB = k2), entonces: OP2= k2, por lo que P está sobre la circunferencia de centro O y radio k.
(Observación: el caso de P alineado con A y B tiene dos posibilidades que se estudian directamente respecto al punto O obtenido, y se comprueba que también están sobre la circunferencia de Apolonio).
b) Supóngase ahora que un punto P se encuentra situado sobre la circunferencia de centro O y cumple que OP2 = OA · OB. De aquí se obtiene que OP/OB = OA/OP. De la proporcionalidad anterior y de la igualdad del ángulo en O se deduce que los triángulos OAP y OBP son semejantes. Por ello: OP/OB = OA/OP = PA/PB = r. Se observa que r es un valor constante que no depende del punto P de la circunferencia. Multiplicando los primeros miembros de las igualdades resulta que (OP/OB)(OA/OP) = r2, OA/OB = r2. Como O, A y B son fijos también lo es r2 y por tanto también "r".